# Kostel svatého Jakuba Většího (Příbram)
Kostel svatého Jakuba Většího, nazývaný též svatého Jakuba Staršího, je římskokatolický farní kostel. Stojí v centru staré Příbrami na náměstí T. G. Masaryka, jehož dominantu tvoří. Původně gotická stavba prošla několika přestavbami. Je chráněn jako kulturní památka České republiky.

## Historie
Gotický kostel vznikl na sklonku 13. století, patrně na místě starší sakrální stavby, doložené písemnými prameny k polovině 13. století. Původně byl obklopen hřbitovem, který byl zrušen roku 1784. Kostel spolu s ohradní zdí plnil také obrannou funkci, ve věži kostela jsou částečně zazděné střílny z 15.-16. století. První přestavba kostela proběhla v roce 1560. V roce 1761 byla věž značně poškozena po zásahu bleskem, v roce 1795 byl kostel znovu přestavěn, již v barokním slohu.
Dnešní podobu daly kostelu historizující úpravy po polovině 19. století, z nichž nejvýraznější byla provedena roku 1869, kdy vzniklo nové novogotické zastřešení věže se čtyřmi bočními věžičkami.

## Architektura a interiér

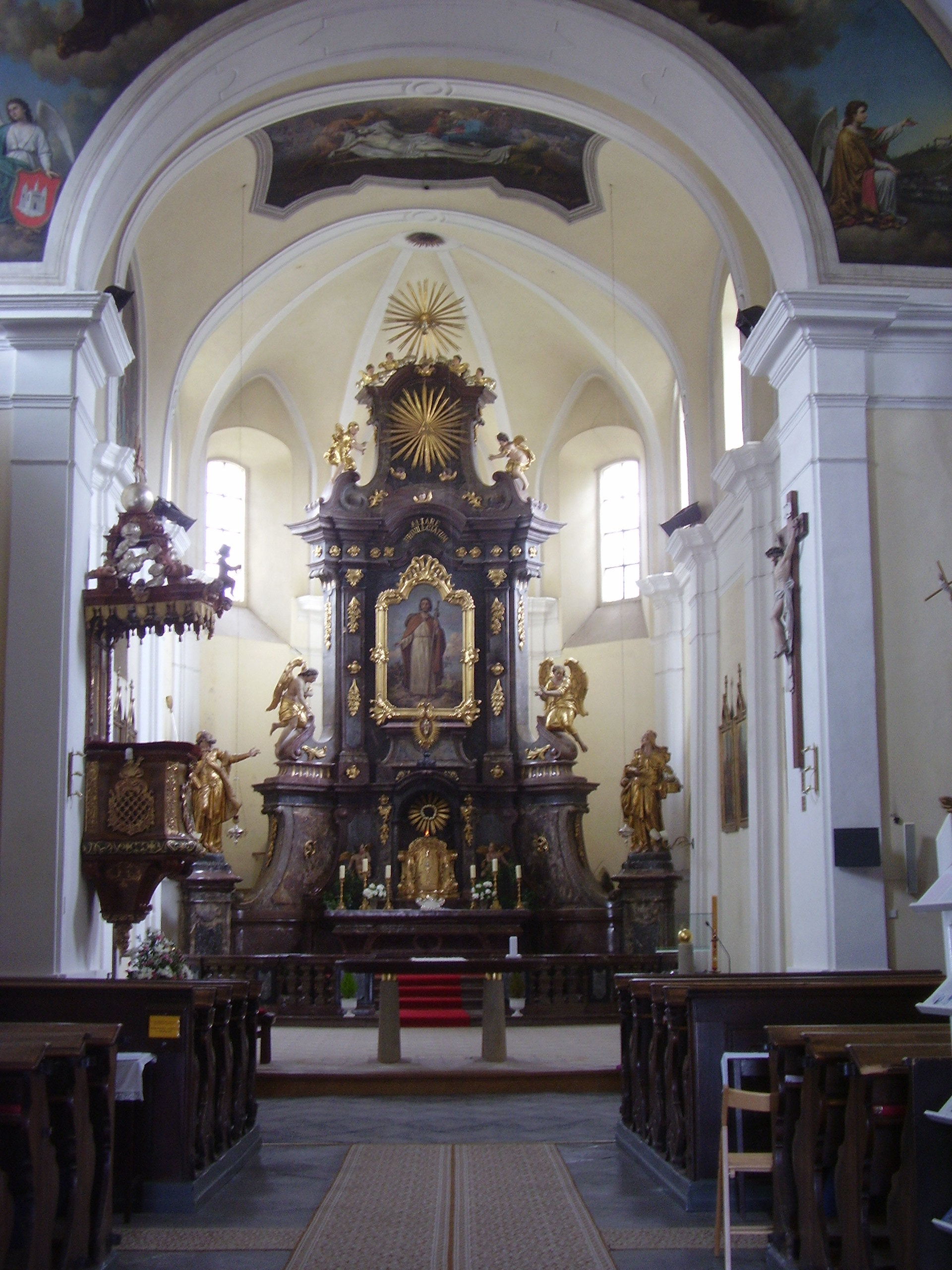
Oltář kostela

Kostel je v jádru gotická jednolodní stavba s polygonálně ukončeným presbytářem a hranolovou věží, ze strany přiléhají sakristie a dvě předsíně. Ze sedlové střechy nad lodí vystupuje úzká sanktusní věžička. Věž kostela je zakončena jehlancovou střechou a ozdobena čtyřmi osmibokými věžičkami, které byly zhotoveny podle vzoru pražského kostela Panny Marie před Týnem. Loď je zaklenuta valenou klenbou s výsečemi. Dva hranolové pilíře se třemi arkádovými oblouky nesou zděný chór, prostor pod chórem je zaklenutý třemi poli křížové klenby. Nástropní obrazy z let 1876–1883 jsou dílem malíře Jana Umlaufa.
Většina vnitřního vybavení je barokní. Hlavní a boční oltáře pocházejí z kostela proboštství v Mariánské Týnici, který Josef II. zrušil v roce 1785. Hlavní oltář z červeného sliveneckého mramoru z roku 1750 je dílem Josefa Lauermanna: oltářní obraz sv. Jakuba je z roku 1935, ale dřevěné polychromované sochy po stranách, zobrazující sv. Annu a sv. Jáchyma, jsou původní díla od Ignáce Františka Platzera. Boční oltáře jsou dřevěné, napodobující mramor. Oltář Čtrnácti svatých pomocníků doplňuje soška Panny Marie svatohorské a velké sochy sv. Bernarda a sv. Roberta. Protější oltář sv. Jana Nepomuckého doplňuje soška Pražského Jezulátka a velké sochy sv. Jana Křtitele a apoštola sv. Jana Evangelisty, nástavec zdobí tzv. Palladium země České. Nejcennějším předmětem kostela je cínová křtitelnice z roku 1511, zhotovená příbramským kovářem a zvonařem Janem.
Ve věži kostela jsou dva zvony a hodinový stroj.

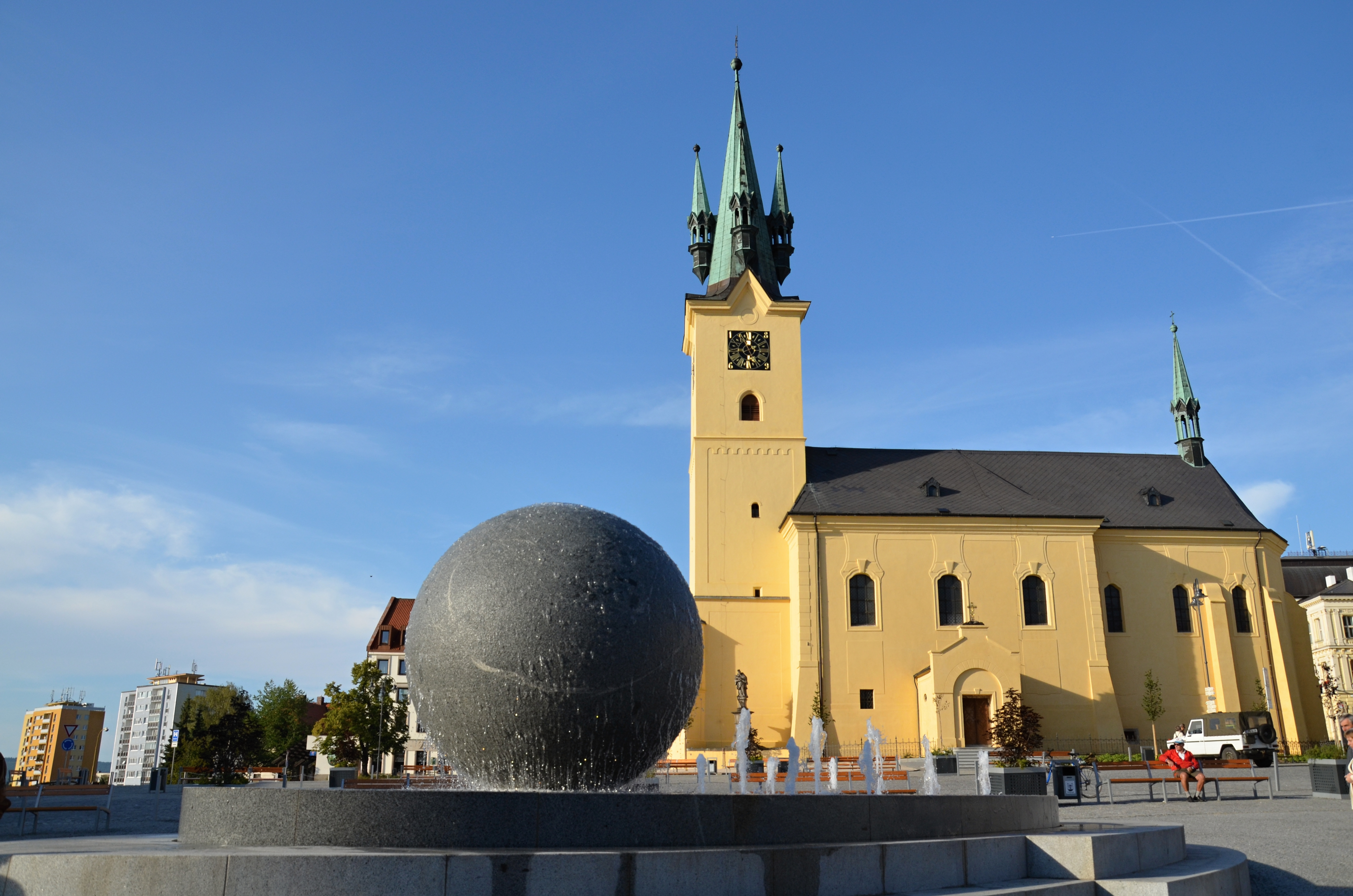
Kašna "koule" na náměstí před kostelem sv. Jakuba

Při severní stěně věže kostela stojí raně barokní morový sloup se sochou sv. Jakuba, který původně stál před vchodem na hřbitov; na druhé straně stojí socha sv. Jana Nepomuckého z roku 1720.

## Zajímavosti
Věžní hodiny mají od roku 1842, kdy je opravoval pražský hodinář Balke, obrácenou velikost ručiček - malá ručička ukazuje minuty, velká hodiny. Za okupace to chtěli Němci upravit, ale změna by vyžadovala tak složitou změnu konstrukce, že bylo od tohoto záměru upuštěno.
Na hlavním oltáři najdeme v leštěných černých plochách mramoru zkamenělé exempláře pravěkých hlavonožců orthocerů, kteří zde žili před asi 400 miliony let.